# Caitlin O'Heaney
Caitlin O'Heaney (Milwaukee,16 de agosto de 1952) es una actriz de teatro, cine y televisión estadounidense. O'Heaney ha trabajado extensamente en teatro en vivo, pero es conocida por interpretar a Sarah Stickney White, la protagonista femenina de la serie de ABC Tales of the Gold Monkey a principios de la década de 1980. También interpretó a Blancanieves la Encantadora en la primera temporada de The Charmings de ABC en 1987.

## Primeros años
O'Heaney nació en Milwaukee, Wisconsin y se crio en Whitefish Bay. Su tatarabuelo es Jacob Best, fundador de lo que se convirtió en Pabst Brewing Company. O'Heaney fue criada como católica romana.
Ganó una beca completa para la Escuela Juilliard de la ciudad de Nueva York cuando tenía 17 años. Entonces conocida como Kathleen Heaney, fue miembro del Grupo 3 de la División de Drama de Juilliard (1970-1974), donde estudió con el actor ganador del Premio Óscar John Houseman. Sus actuaciones en Juilliard incluyeron varios papeles clásicos, como el de Masha en La gaviota; Doreen en Tartufo; Julieta en Romeo y Julieta; Mary Boyle en Juno and the Paycock; Maryanne en Medida por medida; y Esmeralda en Camino Real.

## Carrera en teatro
O'Heaney hizo su debut off-Broadway como Loretta en The Hot House en el Chelsea Theatre, luego permaneció en el Chelsea para interpretar a Finkel en Yentl y sustituir a Tovah Feldshuh en el papel principal. Se mudó a Broadway para estudiar el papel de Elizabeth en A Matter of Gravity, protagonizada por Katharine Hepburn y coprotagonizada por su amigo y colega de Juilliard, Christopher Reeve. 
Se mudó a Seattle para aparecer como Celia en Como gustéis, Gwendolyn en Travesties y Eylie en Ladyhouse Blues en ACT/Seattle, luego regresó a Nueva York para interpretar los papeles dobles de Bella y Sra. Cratchit en A Christmas Carol en Playwrights. Horizon. Cuando cerró A Christmas Carol, O'Heaney se mudó a Los Ángeles y cinco semanas después fue elegida como Anna Marie Hollyhock en la serie de comedia de ABC de 1978 Apple Pie, que fue producida por Norman Lear, dirigida por Peter Bonerz y protagonizada por Rue McClanahan., Dabney Coleman, Jack Gilford, Derrel Maury, Mike Binder y Richard Libertini. Este fue un punto culminante de la carrera de O'Heaney. Ella dice con respecto a la experiencia: "¡Fue pura magia y una diversión increíble trabajar todos los días con esta gente maravillosa!" 
O'Heaney permaneció en Los Ángeles para interpretar a Bianca, de catorce años, en White Marriage en el Odyssey Theatre y ganó un premio Drama-Logue a la mejor actriz por el papel. Luego regresó a la costa este para interpretar a Ersilla Drei en Naked de Pirandello en el Syracuse Stage, y pronto siguieron actuaciones en Ape Watch en el Mark Taper Forum Lab y en The Brides en el Lenox Art Center. Apareció off-Broadway como Olive Lashbrook en The Voice of the Turtle, por la que recibió una crítica muy positiva en The New York Times y en Scenes and Revelations. 

## Trabajo en cine y televisión
O'Heaney apareció en la película para televisión The Seeding of Sarah Burns en 1979 y como la camarera Lurleen Hamett en One Life to Live de ABC. Interpretó a la protagonista femenina, Amy, en la película de terror Sabe que estás sola (1980), que fue el primer largometraje de Tom Hanks. En 1982, fue elegida para el papel principal femenino de Sarah Stickney White en Tales of the Gold Monkey de ABC, también protagonizada por Stephen Collins, Roddy McDowall y Jeff MacKay. También apareció como la actriz de Hollywood de los años 30 Dolores Farrar en la película Zelig de Woody Allen de 1983, y Allen la elegiría nuevamente para The Purple Rose of Cairo en 1985. Interpretó a Miss Farmer en la película de 1987 Three O'Clock High.
Aunque estuvo activa en televisión hasta 1993, O'Heaney no apareció en ningún largometraje durante casi dos décadas, luego regresó en 2002 como la Sra. Woodbridge en El club de los emperadores con Kevin Kline, colega y amigo de O'Heaney en Juilliard. También interpretó a la tía Fran en la película Brooklyn Lobster de 2005 y apareció más recientemente en la película independiente de 2007 Asylum Seekers. O'Heaney finalizó el largometraje Late Phases, un thriller dirigido por Adrián García Bogliano, en junio de 2013 en el que interpretó el papel de Emma.

## Otros trabajos e intereses
A mediados de los años 1970, Salvador Dalí le ofreció a Caitlin la oportunidad de modelar para él, pero Gala, su esposa, no estaba a favor del proyecto por lo que fue cancelado.
O'Heaney enumera sus intereses como el medio ambiente, actuando como actriz en teatro, cine, televisión, derechos de los animales, escritura, música, canto, lectura y diseño de fragancias. Usó su interés en las fragancias para crear Caitlin, una fragancia libre de crueldad animal que contiene gardenia, manzana, sándalo y pachulí. La revista InStyle informó que la fragancia fue la favorita de Naomi Judd, Rosanna Arquette, Terri Hatcher y Paula Abdul.
En 2006-2007, O'Heaney actuó en la radio con Air Pirates Radio Theatre.
En febrero de 2008, escribió la música y la letra de una canción ambientalista contra la guerra titulada "Who Have We Freed?" que grabó con Pete Seeger. Ella y Seeger han interpretado "Who Have We Freed?" en varios festivales ambientales y contra la guerra en Nueva York y sus alrededores.
O'Heaney colabora con dramaturgos independientes en Manhattan Theatre Source y el National Arts Club, ambos en la ciudad de Nueva York.

## Vida personal
O'Heaney tuvo una larga relación con Jared Martin, quien interpretó a Dusty Farlow en Dallas, y los dos siguieron siendo amigos después de que terminó su relación romántica.

## Filmografía

### Películas
| Año  | Título                         | Papel            | Notas                  |
| ---- | ------------------------------ | ---------------- | ---------------------- |
| 1979 | Savage Weekend                 | Shirley Sales    |                        |
| 1979 | The Seeding of Sarah Burns     | Linda            | Película de televisión |
| 1980 | Sabe que estás sola            | Amy Jensen       |                        |
| 1981 | Wolfen                         | Operadora de ESS |                        |
| 1982 | A Midsummer Night's Sex Comedy | Dolores Farrar   | Sin acreditar          |
| 1982 | Zelig                          |                  | Escenas cortadas       |
| 1986 | Convicted                      | Laura Larkin     | Película de televisión |
| 1987 | Three O'Clock High             | Miss Farmer      |                        |
| 1987 | The Purple Rose of Cairo       |                  | Escenas cortadas       |
| 1988 | Badlands 2005                  | Sarah Gwynne     | Película de televisión |
| 2002 | El club de los emperadores     | Mrs. Woodbridge  |                        |
| 2014 | Late Phases                    | Emma             |                        |

### Televisión
| Año  | Título                     | Papel                | Notas        |
| ---- | -------------------------- | -------------------- | ------------ |
| 1978 | Apple Pie                  | Anna Marie Hollyhock | 7 episodios  |
| 1982 | Tales of the Gold Monkey   | Sarah Stickney White | 21 episodios |
| 1984 | AfterMASH                  | Laura                | 1 episodio   |
| 1986 | Spenser, detective privado | Laure Louise Johnson | 1 episodio   |
| 1986 | Silver Spoons              | Jackie               | 1 episodio   |
| 1987 | St. Elsewhere              | Debbie Hoffman       | 1 episodio   |
| 1987 | The Charmings              | Snow White Charming  | 6 episodios  |
| 1987 | Murder, She Wrote          | Tara Sillman         | 1 episodio   |
| 1987 | Beauty and the Beast       | Bridget O'Donnell    | 1 episodio   |
| 1987 | L.A. Law                   | Kiki Sennheiser      | 1 episodio   |
| 1989 | Alien Nation               | Jenny Moffatt        | 1 episodio   |
| 1990 | Matlock                    | Mrs. Estes           | 1 episodio   |
| 1990 | Over My Dead Body          | Lila Chalmers        | 1 episodio   |
| 1992 | Civil Wars                 | Carol Bloch          | 1 episodio   |
| 1993 | Ala de cuervo              | Erin Stucky          | 1 episodio   |